# Miner 2049er
Miner 2049er è un videogioco a piattaforme pubblicato nel 1982 per Atari 8-bit dalla Big Five Software e convertito per molti computer e console dell'epoca. Protagonista del gioco è il minatore Bounty Bob che affronta i pericoli di una vasta miniera di uranio; il titolo, traducibile "minatore del 2049", è presumibilmente un riferimento modernizzato ai minatori della Corsa all'oro californiana del 1849, che erano soprannominati 49er.
Il gioco fu un successo, notevole ai suoi tempi in particolare per la presenza di molti livelli (generalmente 10) strutturalmente diversi tra loro, e ricevette anche diversi premi.
Solo per Atari 2600 il gioco venne diviso in due titoli pubblicati autonomamente, Miner 2049er e Miner 2049er Volume II (1983), che differiscono solo per i livelli disponibili. Il seguito vero e proprio è Bounty Bob Strikes Back!, uscito nel 1984 per alcune piattaforme. Un altro seguito intitolato Scraper Caper era stato annunciato ma non apparve.

## Modalità di gioco
Il giocatore controlla Bounty Bob attraverso una serie di livelli a schermata fissa con visuale di profilo. I livelli hanno conformazione tra loro molto diversa e sono in tutto 10 nella versione originale e in quelle più fedeli (su ColecoVision sono 11, su Atari 2600 solo 3 più altri 3 in Miner 2049er Volume II). Nella versione per Game Boy e nei più recenti rifacimenti per dispositivi mobili, inoltre, le schermate sono a scorrimento.
Gli schemi sono variamente composti da piattaforme, a volte un po' inclinate nello stile di Donkey Kong, scale verticali, scivoli, piattaforme mobili, ascensori, trappole. In un livello avanzato c'è perfino un cannone con il quale Bob può spararsi per raggiungere le piattaforme più alte, in proporzione a quanto tritolo ha prima raccolto.
Per superare un livello è necessario camminare sopra tutte le piattaforme, in modo da colorare completamente tutti i pavimenti al passaggio di Bob. Spesso la soluzione non è banale e bisogna pianificare bene il percorso da fare, tenendo conto anche del tempo a disposizione limitato.
I nemici sono creature mutanti che si muovono sulle piattaforme e devono essere evitate oppure eliminate. Bob può soltanto camminare e saltare, ma ogni volta che raccoglie uno degli attrezzi sparsi per lo schema, i mutanti diventano temporaneamente vulnerabili e si possono eliminare toccandoli.
In caso di contatto con un mutante in condizioni normali, caduta da un'altezza superiore a un piano circa, o esaurimento del tempo, si perde una vita e il livello va ricominciato da capo.

## Sviluppo
Miner 2049er venne sviluppato principalmente da Bill Hogue della statunitense Big Five Software, che lo realizzò su Atari 8-bit, nonostante la conversione per Apple II affidata a Mike Livesay per l'editore Micro Fun sia uscita poco prima. La Big Five Software era una piccola azienda che aveva fino ad allora prodotto solo titoli per computer monocromi TRS-80; Miner 2049er segnò il passaggio al colore, per il quale furono scelti i computer Atari. Big Five realizzò anche la versione Atari 5200, sostanzialmente identica, e un prototipo per TRS-80 che però rimase inedito. Il gioco per Atari 8-bit uscì su cartuccia con 16kB di codice, mentre gran parte degli altri giochi su cartuccia erano allora da 8kB.
Nel 1982-1985 il gioco venne convertito su licenza per gran parte dei sistemi in circolazione, pubblicato da vari editori; molte edizioni furono pianificate fin dall'inizio. Era innovativo il fatto che un videogioco non originato come arcade fosse convertito con licenza ufficiale per un così alto numero di piattaforme. Per ottenere questo risultato la Big Five si appoggiò alla International Computer Group per coordinare porting e commercializzazione.
La Tiger Electronics, la cui sussidiaria Tigervision pubblicò le versioni per Atari 2600 e TI-99/4A, produsse anche un gioco elettronico LCD portatile di Miner 2049er.